# Grundangeln
Grundangeln ist eine passive Angelmethode, bei welcher der Köder am Gewässergrund angeboten und der Biss über die Spitze der Angelrute angezeigt wird. In stark beangelten Gewässern und in den Wintermonaten suchen Fische ihre Nahrung bevorzugt am Gewässergrund, daher ist hier das Grundangeln eine häufige Form des Fischens und sowohl für den gezielten Fang von Fried- als auch von Raubfischen geeignet. Beim Grundangeln werden Naturköder wie Köderfische, Mais, Maden, Würmer, Boilies usw. genutzt. Grundangeln ist eine Angelmethode, mit welcher eine Vielzahl an Zielfischarten gefangen werden können.